# Kotka
Kotka este o comună din Finlanda.